# Sesshū Tōyō
Sesshū, de cognom original Oda, també anomenat Tōyō, Unkoku, o Bikeisai, (Akahama, província de Bitchū, Japó, 1420 - Masuda, província d'Iwami, 26 d'agost de 1506), va ser un artista del període Muromachi, un dels mestres més grans de l'art japonès de sumi-e, o pintura de tinta monocroma. Sesshū va adaptar els models xinesos als ideals artístics i les sensibilitats estètiques japoneses. Va pintar paisatges, pintures budistes zen, i pantalles decorades amb flors i ocells i altres animals. El seu estil es distingeix per la força i vehemència de la pinzellada, així com per la intensitat de la concepció.
Va ser considerat un gran mestre de la pintura a tinta japonesa. Inicialment inspirada en paisatges xinesos, l'obra de Sesshū té un estil japonès característic que reflecteix l'estètica budista Zen. El seu treball destacat va capturar imatges de paisatges, retrats i pintures d'ocells i flors, impregnades de creences budistes zen, perspectiva aplanada i línies emfàtiques.

## Biografia

### Primers anys de vida
Sesshū Tōyō va néixer a Akahama (ciutat de Soja), un assentament a la província de Bitchū, que ara forma part de la prefectura d'Okayama, durant el període Muromachi. Quan era nen, Sesshū va entrar a la comunitat budista al temple Hofukuji d'Okayama, Japó. Es va formar al temple Shōkoku-ji a Kyoto, Japó, com a monjo zen. Des de ben petit, Sesshū va mostrar talent per a la pintura i, finalment, va ser àmpliament venerat a tot el Japó com un savi i respectable erudit zen i el més gran sacerdot pintor de Zen-Shu. Poc se sap sobre els primers anys d'en Sesshū, però hi ha una història ben coneguda que, mentre estava al temple Hofukuji, l'instructor de Sesshū es va veure obligat a disciplinar-lo lligant-lo a un pal del temple. Després d'unes hores, Sesshū va utilitzar les seves llàgrimes com a tinta per dibuixar un ratolí al terra de fusta. El ratolí era tan realista que va agafar vida i va rosegar les cordes per alliberar-lo.
Sesshū va treballar en un taller de pintura mentre es formava amb Tenshō Shūbun (c. 1418–1463). Però en visitar la Xina, la seva obra va adquirir una influència xinesa distintiva, fusionant els estils japonès i xinès per desenvolupar el seu estil individualista de pintures zen. La influència de Sesshū en la pintura va ser tan àmplia que moltes escoles d'art el van nomenar el seu fundador. Les obres més aclamades de Sesshū són Paisatge d'hivern (cap a la dècada de 1470), Ocells i flors (1420–1506) i Quatre rotllos de paisatge de les estacions (1420–1506).
A l'edat de dotze o tretze anys, Sesshū va entrar al temple Shōkoku-ji a Kyoto, Japó, com a acòlit sota el cap de tots els temples zen, Shunrin Shuto, i finalment es va convertir en un monjo zen. El temple Shōkoku-ji mantenia una estreta relació amb el govern de Muromachi, ja que els principals partidaris del temple formaven part de la família Ashikaga governant. Mentre es trobava al temple Shōkoku-ji, Sesshū va ser deixeble de Tenshō Shūbun, que sovint va ser considerat com el primer gran mestre de pintura de paisatges a tinta del Japó. Sesshū va treballar amb Shūbun durant 20 anys abans de marxar de Kyoto per anar a un petit temple zen provincial a l'oest del Japó. Aquí, es va deixar lliure de deures monàstics i polítics per centrar-se en la pintura.

### Xina
Finançat per un ric clan guerrer que es dedicava al comerç amb la Xina, llavors governat per la dinastia Ming, Sesshū va viatjar a la Xina el 1467 com a membre d'un enviat japonès. Va viatjar a la Xina durant tres anys, explorant els monestirs de Chan, els paisatges i va estudiar les pintures xineses d'artistes professionals, més que les de mestres literats. Aquí, Sesshū va tenir l'oportunitat d'estudiar les pintures tradicionals de mestres xinesos, aprenent sobre els seus estils realistes. Durant els seus viatges de Ningbo a Perking, Sesshū va sentir la immensitat de la natura, aprenent de les referències originals utilitzades en la pintura de tinta xinesa. Això va influir molt en el seu treball següent, ja que, abans de visitar la Xina, Sesshū va treballar sota l'estil de Shūbun. Després dels tres anys de Sesshū a la Xina, la seva familiaritat amb els paisatges xinesos es va mostrar en obres successives, ja que tenien una clara influència xinesa amb el seu estil individualista en desenvolupament.

### Retorn al Japó i mort
En els últims anys de la vida de Sesshū, va visitar Masuda, Japó, per estudiar zen mentre pintava i creava jardins espirituals anomenats jardins de Sesshū. El 1506, als 87 anys, Sesshū va morir al temple Tokoji, però les seves restes van ser portades al temple Ikoji, conegut posteriorment com a temple Sesshū, on van ser incinerats. Després de la mort de Sesshū, el seu alumne, Shutoku, va heretar el seu estudi, Unkoku-an.

## Pintures i Tècniques
Les obres de Sesshū són predominantment suibokuga, que significa pintures d'aigua i tinta. Per als artistes suibokuga, l'exclusivitat de la tinta negra els va permetre centrar-se en el caràcter essencial del tema, ja que el budisme zen destaca la simplicitat material i la sensibilitat al món natural. Per crear les seves pintures monocromes amb grisos diluïts i tinta negra, Sesshū va utilitzar sumi negre, que significa carbó o tinta sòlida a base de sutge sobre paper o seda, seguint així l'art del sumi-e. Algunes de les obres més aclamades de Sesshū són Paisatge d'hivern. (c. 1470), Quatre rotllos de paisatge de les estacions (c. 1420 – 1506) i, Ocells i flors (c. 1420 – 1506), demostrant el seu estil d'espai aplanat, contorns emfàtics i pinzellades angulars per retratar les creences zen.

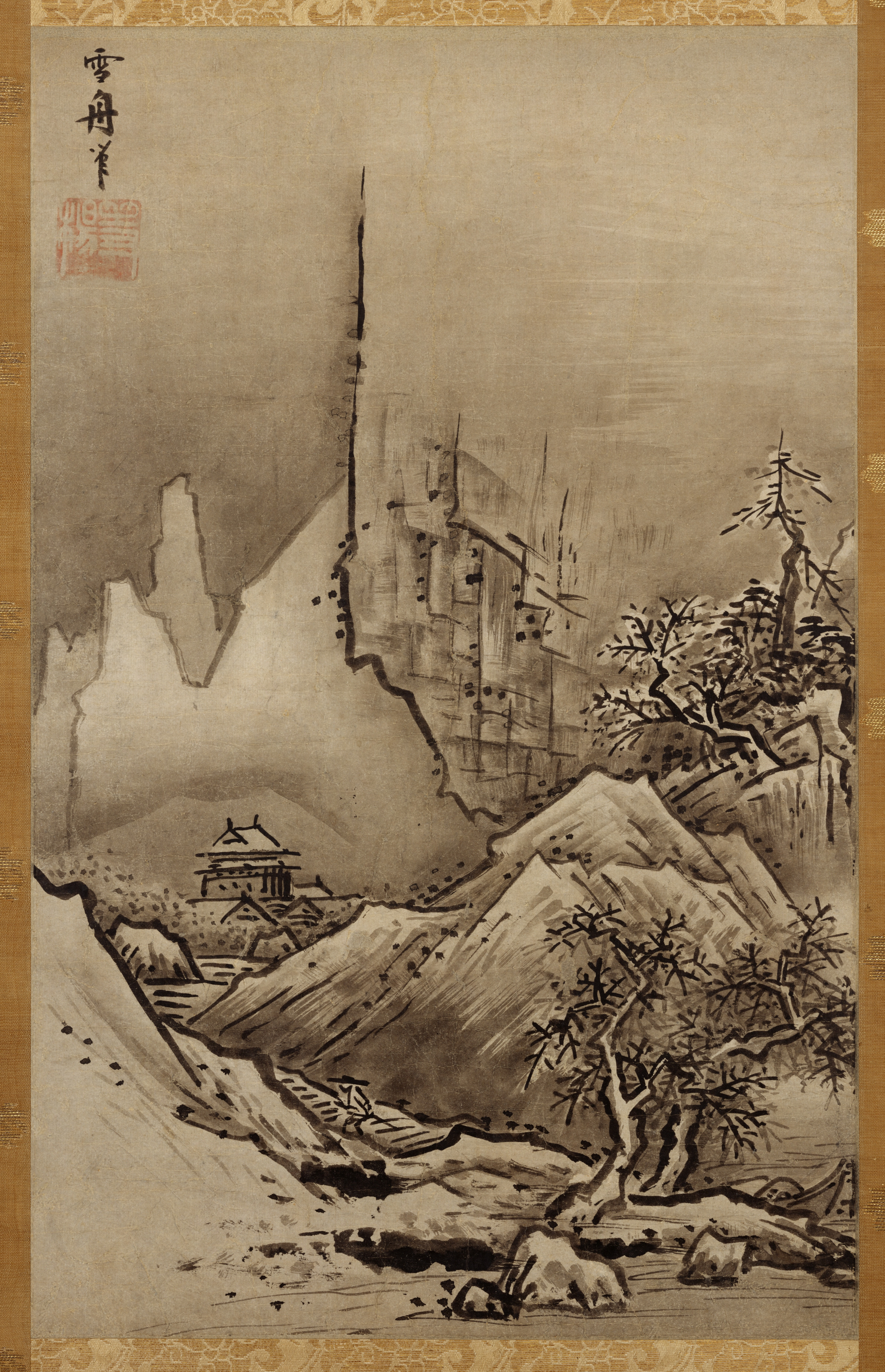
Paisatge d'hivern (ca. 1470), Col·lecció del Museu Nacional de Tòquio.

### Paisatge d'hivern(cap a la dècada de 1470)
Després de la seva estada a la Xina, Sesshū va pintar Paisatge d'hivern (c. 1470) a les províncies rurals del Japó, demostrant com Sesshū combinava les seves tècniques artístiques i els seus conceptes zen. Sesshū només utilitzava tinta negra sumi diluïda en tons de gris. Muntanyes planes i superposades representen el paisatge nevat. A través de pinzellades breus i expressives, Sesshū representa una figura masculina caminant per un camí costerut fins a un complex de temples àrids, cosa que suggereix la duresa del seu viatge durant el pic de l'hivern. Comú a les pintures de Sesshū, l'única figura està envoltada d'un paisatge altíssim que es basa en el concepte de mono no conscient, la humanitat present amb la natura, per crear una atmosfera aïllada. Al llarg de la composició, Sesshū utilitza la tècnica shumpo, variant la fermesa i el gruix dels contorns per representar la tridimensionalitat i les textures. Aquest modelatge es veu millorat amb els rentats de tinta diluïts i el renderitzat mitjançant línies fines. En primer pla, les roques i els arbres mostren línies fosques i ponderades, mentre que les muntanyes llunyanes de l'esquerra es perfilen contra el cel gris amb una sola pinzellada per capturar el moment. La intensitat de l'obra de Sesshū es mostra amb les pinzellades nítides i angulars del centre, que reflecteixen la influència del budisme zen. De la mateixa manera, utilitza el rentat de tinta per a la boira rodant per dividir l'espai entre sòlid i buit, reflectint el concepte metafísic taoista de tensió entre subjectes. Això es veu augmentat per les diagonals afilades de les roques del primer pla oposades, ja que aporten una sensació d'energia acumulada i ineludible. El fons presenta una pinzellada única, forta i semblant a un llamp que delimita els penya-segats centrals a mesura que la punta s'esvaeix a la boira, suggerint moments transitoris en el temps, tal com es creu en el budisme zen. En general, Winter Landscape representa les eleccions estilístiques de Sesshū i la implementació dels conceptes budistes zen, sobretot basant-se en paisatges xinesos que simbolitzaven la dedicació d'un home virtuós per mantenir-se honorable durant els moments extenuants.

### Quatre rotllos de paisatge de les estacions(c. 1420–1506)
Pintat als 67 anys, Sesshū Tōyō's Quatre rotllos de paisatge de les estacions (c. 1420–1506) representa el flux de les quatre estacions mentre reflexiona sobre les seves experiències amb paisatges japonesos i xinesos. Cada rotllo es compon de dues tires de seda ja que les pintures eren originalment panells de pantalla, però posteriorment es van disposar en un únic kakemono. Tot i representar les estacions de manera seqüencial com Primavera-Estiu-Tardor-Hivern, el rotllo de tardor és clarament diferent. Des dels viatges de Sesshū, la tardor té una influència estilística xinesa dominant. Per exemple, l'ús de la tècnica xinesa visió progressiva per part de Sesshū, on l'ús d'uns quants punts de vista crea una imatge més precisa a la pròpia experiència amb la natura, suggerint una síntesi de temps i espai. El tractament de Sesshū de les agulles de pi s'alinea amb el mètode de sung-yeh-tien, mentre que les fulles puntejades reflecteixen ku-chiao-tien (punts de pebre negre), que eren tècniques compartides pels artistes xinesos abans de Sesshū. Dins d'aquesta pintura, Sesshū redueix les proporcions a mesura que l'espai retrocedeix mentre col·loca objectes llunyans més amunt en la composició. Això s'accentua a través de la perspectiva atmosfèrica on Sesshū manipula ambiguament la qualitat i la textura de la línia per a la recessió. En general, Quatre rotllos de paisatge de les estacions demostra les influències xineses en l'obra de Sesshū i el seu ús de l'espai i la composició per representar l'ànima de la natura als paisatges.

### Ocells i flors(c. 1420–1506)
Les influències dels estudis de Sesshū a la Xina es reflecteixen en dos famosos rotlles penjants de pintures de paisatges estacionals d'ocells i flors, pintades amb tinta i color sobre seda, a la Col·lecció Perry. Sesshū pinta contorns i textures de roca assertius amb un pinzell humit amb pèls dividits. Això aporta una textura rugosa i rugosa per donar a les roques una sensació de solidesa i tangibilitat. Aquesta tècnica es pot veure en els paisatges de tardor i hivern de les quatre estacions. Com a motiu recurrent en els paisatges de Sesshū, la roca és trapezoïdal amb dues sagnies a la part superior. Com a Paisatge d'hivern, Sesshū utilitza una forma de ziga-zaga o il·luminació per contribuir a l'estructura de la composició. Dins d'aquesta composició, Sesshū aplana l'espai utilitzant ambigüitats espacials i variacions d'escala. El contrast d'escala de Sesshū crea una il·lusió similar a la noció zen de temps i espai zero, on no hi ha distincions entre passat, present o futur. Compositivament, no hi ha distinció entre tota la imatge i els subjectes que la formen. Sesshū controla intencionadament les intensitats tonals per suggerir una perspectiva atmosfèrica a través de subtils gradacions de tinta perquè la boira evoqui sentiments poètics de tardor.

## Obra
La major part de la seva obra la va produir després d'una estada d'uns dos anys a la Xina (1467). D’aquesta estada, se'n va endur documents i textos teòrics preciosos sobre l'art de pintar. Ell mateix pinta obres a l'estil xinès dels pintors Song (com ara Liang Kai, Li Tang, Xia Gui o Mu Qi). Per significar la filiació de les obres, posa la signatura d'aquests mestres al costat de la seva. Tanmateix, Sesshu busca no tant reproduir com comprendre i dominar cadascun dels estils que l'influeixen.

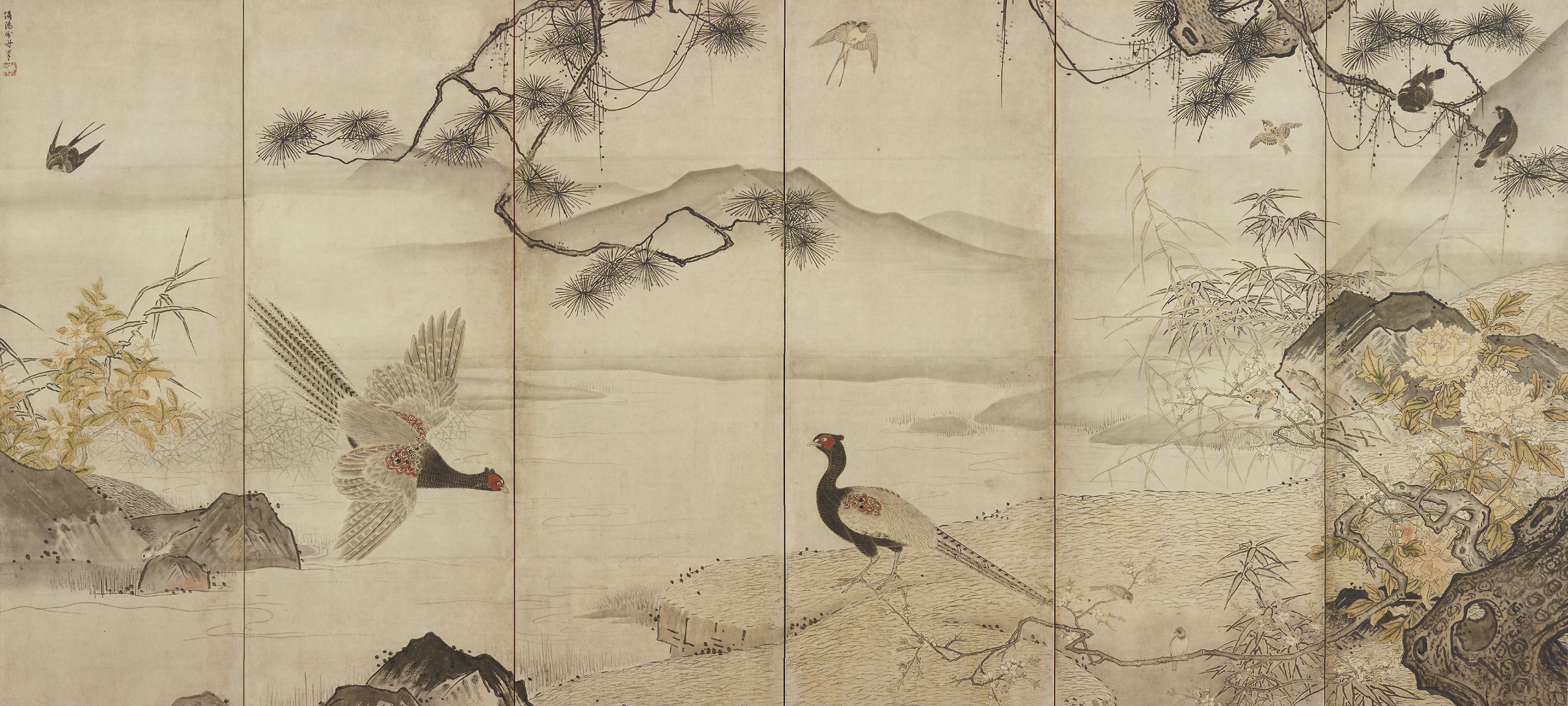
Flors i ocells de les 4 estacions: tardor. Tinta i colors sobre paper, 178,3 x 375,7 cm.

### Paisatges
- Quatre rotllos de paisatge de les estacions (c. 1420–1506)
- Paisatges d'hivern de Paisatges de les quatre estacions (c. 1420–1506); Museu Nacional de Tòquio)
- Rotlle breu de paisatges (c. 1474–1490; Museu Nacional de Kyoto)
- Rotlle llarg de paisatges (Sansui Chokan) (c. 1486; Col·lecció Mori, Yamaguchi, Japó)
- Haboku Sansui, rotllo de tècnica de "tinta esquitxada" (1495; Museu Nacional de Tòquio)
- Vista d'Ama-no-Hashidate (c. 1502–1505; Museu Nacional de Kyoto)

Huike oferint el seu braç a Bodhidharma (1496)

- Paisatge de Sesshū

## Estil
Gran mestre del rentat monocrom, el seu traç és més vigorós que el del seu mestre Shūbun. El seu estil xocant evita la corba, utilitza una línia negra i gruixuda que traça línies trencades que es combinen per formar composicions d'esperit zen on el dinamisme del gest es posa al servei d'una composició estructurada. Una certa tensió entre les línies horitzontal i vertical busca menys traduir l'apaciment que una energia forta i controlada. De vegades, no dubta a esquitxar el full de paper amb taques de tinta que torna a ocupar i després especifica amb un pinzell, donant a alguns dels seus paisatges l'aspecte d'un esbós i el caràcter de la improvisació.
Va influir en molts artistes, inclòs Hasegawa Tōhaku.

## Llegat
L'èmfasi de Sesshū en el budisme zen, la interpretació personal i l'expressió econòmica en la pintura va ser la base del seu llegat per als artistes japonesos successius. Posteriorment, les seves tècniques de representació van ser àmpliament utilitzades pels artistes del segle XVI, sobretot els que van anar a les escoles de pintura de Sesshū.